# Astacilla depressa
Astacilla depressa es una especie de crustáceo isópodo marino de la familia Arcturidae.

## Distribución geográfica
Se distribuye desde la zona del delta del Ebro hasta el estrecho de Gibraltar.